# Fumo
Fumo (português europeu) ou fumaça (português brasileiro) é a suspensão na atmosfera de produtos resultantes de uma combustão. Pode ser tóxica quando aspirada.

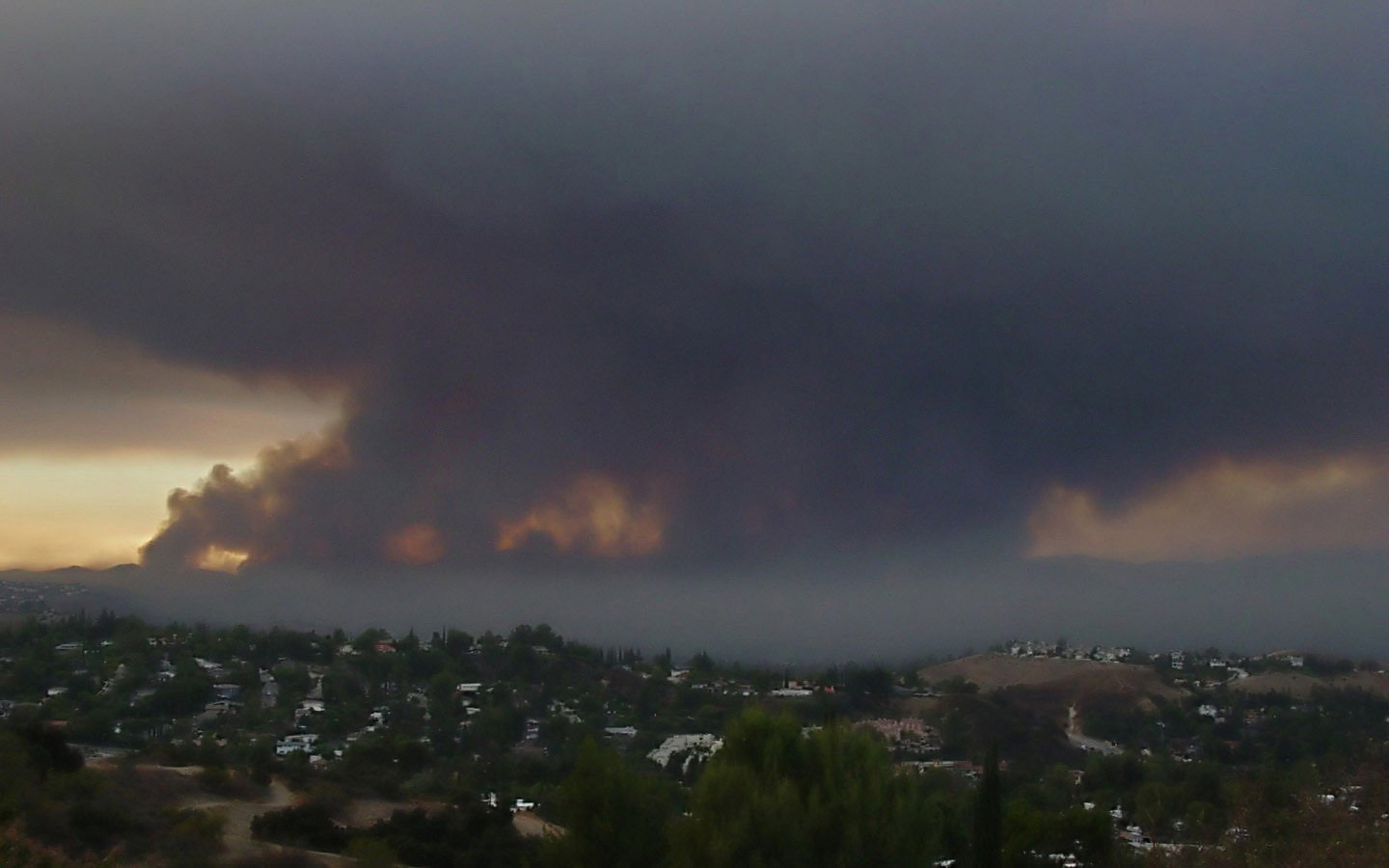
Fumaça vinda de um incêndio florestal

As partículas que constituem o fumo resultam da combustão incompleta de um qualquer material combustível. É assim um subproduto não desejado da combustão, produzido em fogueiras, brasas, motores de gasolina e gasóleo. Quando uma combustão é correta e completa, os únicos subprodutos são água, dióxido de carbono e compostos de diversos elementos.
A inalação do fumo é a causa principal de asfixia e morte nas vítimas dos incêndios. O fumo mata por intoxicação devido aos seus componentes tóxicos, como o monóxido de carbono e as pequenas partículas sólidas que bloqueiam os alvéolos pulmonares e asfixiam quem os inale. Pode conter várias partículas cancerígenas, e provocar câncer após um longo tempo. Por isso é recomendado não usar "estufas" ou "caldeiras" dentro das residências, pois podem permitir o escape destes gases nocivos.